# Vinica (Sjeverna Makedonija)
Vinica (makedonski: Виница) je gradić na istoku Sjeverne Makedonije, ima 10 863 stanovnika.
Sjedište je općine Vinica (makedonski: Oпштина Виница), koja ima oko 20 000 stanovnika.

## Zemljopisne odlike
Grad se nalazi u Kočanskoj kotlini, na obroncima planine Plačkovica. Kroz mjesto teku dvije rijeke; Vinička i Gradečka reka, a pored grada teče rijeka Bregalnica i Osojnica.

## Povijest
Grad je poznat po kasnoatičkoj utvrdi Viničko kale, koja i danas dominira gradom.

## Vanjske poveznice
- Službene stranice grada Vinice